# Andronik (Nikolski)
Andronik, imię świeckie: Władimir Aleksandrowicz Nikolski, (ur. 20 lipca?/1 sierpnia 1870 w Powodniewie, zm. 20 czerwca 1918 w Permie) – prawosławny metropolita permski.

## Młodość
Urodził się w rodzinie prawosławnego diakona. W 1891 ukończył seminarium duchowne w Jarosławiu i wstąpił do Moskiewskiej Akademii Duchownej, którą ukończył z tytułem kandydata teologii. W 1893 został mnichem, w dwa lata później przyjął święcenia kapłańskie. W 1897 był inspektorem Aleksandrowskiego misyjnego seminarium duchownego w Ardonie, zaś od 1899 do 1901 był jego rektorem. Następnie został wysłany na misję do Japonii razem z archimandrytą Sergiuszem (Stragorodskim), przyszłym patriarchą Moskwy.
We wrześniu 1900 otrzymał godność archimandryty, w roku następnym został odznaczony Orderem św. Anny drugiej klasy, a w 1905 – Orderem św. Włodzimierza IV klasy. W tym samym roku, w czasie rewolucji, apelował do Rosjan o nieangażowanie się w politykę i twierdził, że podział partyjny jest nienaturalny w świetle chrześcijańskiej nauki społecznej.

## Biskup
5 listopada 1906 został głową misji w Japonii z tytułem biskupa Kioto, jednak już w maju następnego roku ubiegał się o zwolnienie z tych zadań z uwagi na zły stan zdrowia. Jego prośba została spełniona; został w październiku 1907 tymczasowym zastępcą biskupa Eulogiusza (Gieorgijewskiego) w eparchii chełmskiej, a następnie biskupem pomocniczym eparchii nowogrodzkiej.
Był zdecydowanym monarchistą, działaczem Związku Narodu Rosyjskiego zwolennikiem idei pochodzenia władzy carskiej od Boga. Twierdził również, że Imperium Rosyjskie nie jest państwem uciskającym mniejszości narodowe, usprawiedliwiał w swoich komentarzach m.in. rozbiory Polski, które określał jako niezbędną interwencję w interesie Polaków, oraz podbój Kaukazu, który również miał dokonywać się dla dobra zamieszkujących ten region narodów. Sprzeciwiał się nadaniu pełni praw obywatelskich Żydom. Rozwijające się ideologie socjalizmu i liberalizmu uważał za kontynuację odwiecznego spisku antychrześcijańskiego rozpoczętego przez ukrzyżowanie Chrystusa.
8 marca 1913 Andronik został biskupem omskim, zaś w czerwcu 1914 został przeniesiony do eparchii permskiej. Zasłynął w niej kontrowersyjnymi wypowiedziami nt. I wojny światowej, której wybuch uznał za przejaw Opatrzności Bożej i karę dla Rosjan za porzucanie tradycyjnej kultury narodowej na rzecz wpływów zachodnich. Prowadził również szeroką działalność na rzecz popularyzowania zasad wiary, budowy nowych cerkwi i monasterów oraz organizacji pielgrzymek. W 1916 spotkał się z carem Mikołajem II, którego ostrzegał przed rosnącymi wpływami Rasputina. W tym samym roku został biskupem permskim i kungurskim.

## Po rewolucji lutowej
Andronik pozostał konsekwentnym monarchistą także po podpisaniu przez Mikołaja II aktu abdykacji. W marcu 1917 w liście pasterskim prosił wiernych o modlitwę o szybki wybór nowego samowładcy. Brał aktywny udział w soborze lokalnym w 1917, po rewolucji październikowej zaapelował do wiernych prawosławnych o walkę w obronie Cerkwi, a w styczniu 1918 osobno domagał się osobistego zaangażowania prawosławnych o obronę mienia cerkiewnego przed konfiskatą lub zwykłymi aktami wandalizmu. W lutym, po zabiciu przez miejscowych bolszewików dwóch mnichów z Monasteru Białogórskiego, w tym archimandryty Warłaama, publicznie wyklął wszystkich, którzy działali przeciw Cerkwi.
W kwietniu 1918 patriarcha Tichon podniósł Andronika do rangi metropolity permskiego. 16 dnia tego samego miesiąca Czeka permska dokonała rewizji w jego mieszkaniu. Mimo tego metropolita nie zaprzestał prowadzenia działalności duszpasterskiej, a 26 kwietnia, idąc na czele procesji ku czci św. Stefana Permskiego, po raz drugi publicznie wykluczył z Cerkwi zwolenników partii bolszewickiej, którzy atakowali religię.

## Śmierć
Spodziewając się aresztowania, Andronik nakazał biskupowi pomocniczemu Teofanowi (Ilmienskiemu) w razie swojego zniknięcia przejąć nadzór nad eparchią. 4 czerwca został zatrzymany. Duchowieństwo permskie zawiesiło odprawianie nabożeństw, domagając się uwolnienia hierarchy. Również wierni gromadzili się na ulicach, żądając uwolnienia biskupa. Miejscowi bolszewicy organizowali w odpowiedzi spotkania, w czasie których oskarżali zatrzymanego o głoszenie skrajnie reakcyjnych poglądów, jak również twierdzili, że nakazywał on wiernym strzelanie do socjalistów.
Istnieją różne wersje śmierci biskupa, zamordowanego bez sądu 7 czerwca 1918 przez oddział pod dowództwem bolszewika Miasnikowa. Według jednej z wersji po aresztowaniu został on poddany torturom, po czym wyprowadzony za miasto i wrzucony do rzeki. Z kolei Miasnikow w swoich wspomnieniach twierdził, że jego oddział wyprowadził metropolitę za miasto, po czym zmusił go do wykopania grobu i pozwolił zmówić ostatnią modlitwę. Następnie Miasnikow miał poinformować duchownego, że nie zostanie zastrzelony, lecz pochowany żywcem, jeśli nie odwoła swoich wcześniejszych ataków wobec bolszewików. Kiedy biskup odmówił, został zmuszony do położenia się w grobie i zasypany, po czym Miasnikow kilkakrotnie strzelił w grób. Wersję tę potwierdzają wspomnienia dwóch innych czekistów permskich, Dobelasa i Padernisa.
W 2000 kanonizowany jako jeden z Soboru Świętych Nowomęczenników i Wyznawców Rosyjskich.